# Understand (The Sheer)
Understand is een nummer van de Nederlandse rockband The Sheer uit 2006. Het is de tweede single van hun tweede studioalbum Feel the Need.
Het nummer is de titelsong van het voetbalspel FIFA 07. Het was voor het eerst dat een Nederlandse band de titelsong van een Electronic Arts-spel voor zijn rekening neemt. The Sheer stemde onmiddellijk in toen de makers van het spel vroegen of ze hun nummer mochten gebruiken. Desondanks haalde het nummer slechts de 12e positie in de Tipparade.